# Bograngen
Bograngen is een plaats in de gemeente Torsby in het landschap Värmland en de provincie Värmlands län in Zweden. De plaats heeft 114 inwoners (2005) en een oppervlakte van 39 hectare. De plaats ligt ongeveer zeven kilometer ten oosten van de grens met Noorwegen en zeventig kilometer ten noorden van de plaats Torsby. Bograngen wordt omringd door naaldbos en langs de plaats lopen de rivieren de Bograngenån en de smörån.